# Дискографія Ані Лорак
Дискографія співачки Ані Лорак.

## Альбоми

### Студійні альбоми
| Назва          | Деталі                                                                     | Сертифікації   | Продажі       |
| -------------- | -------------------------------------------------------------------------- | -------------- | ------------- |
| Хочу летать    | - Дата: 1996 - Лейбл: Holy Music • NAC - Формат: касета, CD                | —              | —             |
| Я вернусь      | - Дата: грудня 1998 - Лейбл: Союз-Україна - Формат: касета, CD             | —              | —             |
| Там, де ти є…  | - Дата: 18 грудня 2001 - Лейбл: RG Music - Формат: касета, CD              | - УКР: Золотий | - УКР: 50,000 |
| Ані Лорак      | - Дата: 2 березня 2004 - Лейбл: Lavina Music - Формат: касета, CD          | - УКР: Золотий | - УКР: 50,000 |
| Smile          | - Дата: 30 вересня 2005 - Лейбл: Lavina Music - Формат: касета, CD         | —              | —             |
| Розкажи        | - Дата: 8 травня 2006 - Лейбл: Lavina Music - Формат: касета, CD           | - УКР: Золотий | - УКР: 50,000 |
| 15             | - Дата: 24 жовтня 2007 - Лейбл: Lavina Music - Формат: касета, CD          | —              | —             |
| Солнце         | - Дата: 6 травня 2009 - Лейбл: Moon Records - Формат: CD, DVD, Digital     | —              | —             |
| Зажигай сердце | - Дата: 22 вересня 2013 - Лейбл: Moon Records - Формат: CD, вініл, Digital | —              | —             |
| Разве ты любил | - Дата: 1 жовтня 2016 - Лейбл: United Music Group - Формат: CD, Digital    | —              | —             |
| За мечтой      | - Дата: 10 жовтня 2019 - Лейбл: Warner Music Russia - Формат: Digital      | —              | —             |
| Я жива         | - Дата: 12 листопада 2021 - Лейбл: Warner Music Russia - Формат: Digital   | —              | —             |
| Остров         | - Дата: 21 квітня 2023 - Лейбл: Ані Лорак - Формат: Digital                | —              | —             |

### Концертні альбоми
| Назва    | Деталі                                                               |
| -------- | -------------------------------------------------------------------- |
| Каролина | - Дата: 2 червня 2015 - Лейбл: Moon Records - Формат: CD, Digital    |
| Diva     | - Дата: 12 квітня 2020 - Лейбл: United Music Group - Формат: Digital |

### Збірні альбоми
| Назва            | Деталі                                                              |
| ---------------- | ------------------------------------------------------------------- |
| www.anilorak.com | - Дата: 18 травня 2000 - Лейбл: Rostok Records - Формат: касета, CD |
| The best         | - Дата: серпня 2010 - Лейбл: Moon Records - Формат: CD              |
| Избранное        | - Дата: 15 серпня 2011 - Лейбл: Gala Records - Формат: CD, DVD      |

### Реміксові альбоми
| Назва         | Деталі                                                            |
| ------------- | ----------------------------------------------------------------- |
| Мрій про мене | - Дата: 31 травня 2003 - Лейбл: Lavina Music - Формат: касета, CD |

### Відеоальбоми
| Назва        | Деталі                                                       |
| ------------ | ------------------------------------------------------------ |
| Там, де ти є | - Дата: 2003 - Лейбл: Lavina Music - Формат: VHS             |
| Солнце       | - Дата: 20 січня 2011 - Лейбл: Moon Records - Формат: DVD    |
| Каролина     | - Дата: 1 листопада 2014 - Лейбл: Moon Records - Формат: DVD |

## Пісні

### Сингли
| Рік                                                                    | Назва                                         | Найвища позиція в чарті | Найвища позиція в чарті | Найвища позиція в чарті | Найвища позиція в чарті | Найвища позиція в чарті | Сертифікації      | Альбом               | Дж.    |
| Рік                                                                    | Назва                                         | УКР                     | ГРЕ                     | ЛАТ                     | РОС                     | ШВЕ                     | Сертифікації      | Альбом               | Дж.    |
| ---------------------------------------------------------------------- | --------------------------------------------- | ----------------------- | ----------------------- | ----------------------- | ----------------------- | ----------------------- | ----------------- | -------------------- | ------ |
| 2006                                                                   | «100 kisses» (з О. Пономарьовим)              | —                       | —                       | —                       | —                       | —                       |                   | Сингл без альбому    | [ 28 ] |
| 2007                                                                   | «Let me go (Car song)» (за участю Starlovers) | —                       | —                       | —                       | —                       | —                       |                   | Сингл без альбому    | [ 29 ] |
| 2008                                                                   | «Shady lady»                                  | 1                       | 2                       | —                       | —                       | 57                      |                   | Солнце               | [ 30 ] |
| 2009                                                                   | «Увлечение» (з Т. Родрігесом)                 | 2                       | —                       | 25                      | —                       | —                       |                   | The best             | [ 31 ] |
| 2013                                                                   | «Оранжевые сны»                               | 1                       | —                       | —                       | 43                      | —                       |                   | Зажигай сердце       | [ 32 ] |
| 2013                                                                   | «Забирай»                                     | 5                       | —                       | —                       | 29                      | —                       |                   | Разве ты любил       | [ 33 ] |
| 2013                                                                   | «Зеркала» (з Г. Лепсом)                       | 1                       | —                       | —                       | 17                      | —                       |                   | Разве ты любил       | [ 34 ] |
| 2013                                                                   | «Снится сон»                                  | —                       | —                       | —                       | —                       | —                       |                   | Сингл без альбому    | [ 35 ] |
| 2014                                                                   | «Медленно»                                    | 1                       | —                       | —                       | 22                      | —                       |                   | Разве ты любил       | [ 36 ] |
| 2014                                                                   | «Балада про мальви»                           | —                       | —                       | —                       | —                       | —                       |                   | Сингл без альбому    | [ 37 ] |
| 2014                                                                   | «I'm alive»                                   | —                       | —                       | —                       | —                       | —                       | - ГРЕ: Платиновий | Солнце               | [ 39 ] |
| 2015                                                                   | «Корабли»                                     | 3                       | —                       | —                       | 45                      | —                       |                   | Разве ты любил       | [ 40 ] |
| 2015                                                                   | «Без тебя»                                    | 50                      | —                       | —                       | —                       | —                       |                   | Разве ты любил       | [ 41 ] |
| 2015                                                                   | «Don't give up» (за участю К. Слепухи)        | 49                      | —                       | —                       | —                       | —                       |                   | Сингл без альбому    | [ 42 ] |
| 2015                                                                   | «Осенняя любовь»                              | —                       | —                       | —                       | 7                       | —                       |                   | Разве ты любил       | [ 43 ] |
| 2015                                                                   | «Уходи по-английски» (з Г. Лепсом)            | —                       | —                       | —                       | 62                      | —                       |                   | Разве ты любил       | [ 44 ] |
| 2016                                                                   | «Удержи моё сердце»                           | 13                      | —                       | —                       | 57                      | —                       |                   | Разве ты любил       | [ 45 ] |
| 2016                                                                   | «Я не могу сказать» (з Еміном)                | —                       | —                       | —                       | —                       | —                       |                   | Прости, моя любовь   | [ 46 ] |
| 2016                                                                   | «Разве ты любил»                              | —                       | —                       | —                       | 58                      | —                       |                   | Разве ты любил       | [ 47 ] |
| 2017                                                                   | «Сопрано» (з Мотом)                           | 31                      | —                       | —                       | 21                      | —                       |                   | Добрая музыка клавиш | [ 48 ] |
| 2017                                                                   | «Новый бывший»                                | 48                      | —                       | —                       | 37                      | —                       |                   | Сингл без альбому    | [ 49 ] |
| 2017                                                                   | «Проститься» (з Еміном)                       | —                       | —                       | —                       | —                       | —                       |                   | Прости, моя любовь   | [ 50 ] |
| 2018                                                                   | «Сумасшедшая»                                 | —                       | —                       | —                       | 27                      | —                       |                   | Сингл без альбому    | [ 51 ] |
| 2018                                                                   | «Сон»                                         | 38                      | —                       | —                       | 48                      | —                       |                   | За мечтой            | [ 52 ] |
| 2019                                                                   | «Я тебя ждала»                                | 32                      | —                       | —                       | 64                      | —                       |                   | За мечтой            | [ 53 ] |
| 2019                                                                   | «Я в любви»                                   | —                       | —                       | —                       | —                       | —                       |                   | За мечтой            | [ 54 ] |
| 2019                                                                   | «Мы нарушаем»                                 | —                       | —                       | —                       | 27                      | —                       |                   | За мечтой            | [ 55 ] |
| 2020                                                                   | «Ухожу» (з М. Марвіним)                       | —                       | —                       | —                       | —                       | —                       |                   | Сингл без альбому    | [ 56 ] |
| 2020                                                                   | «Твоей любимой»                               | 72                      | —                       | —                       | 39                      | —                       |                   | Сингл без альбому    | [ 57 ] |
| 2020                                                                   | «Страдаем и любим»                            | 70                      | —                       | —                       | 35                      | —                       |                   | Я жива               | [ 58 ] |
| 2021                                                                   | «Наполовину»                                  | 70                      | —                       | —                       | 48                      | —                       |                   | Я жива               | [ 59 ] |
| 2021                                                                   | «Раздетая»                                    | 67                      | —                       | —                       | —                       | —                       |                   | Я жива               | [ 60 ] |
| 2021                                                                   | «Не отпускай» (з С. Лазаревим)                | —                       | —                       | —                       | —                       | —                       |                   | Сингл без альбому    | [ 61 ] |
| 2021                                                                   | «Бачила»                                      | —                       | —                       | —                       | —                       | —                       |                   | Я жива               | [ 62 ] |
| 2021                                                                   | «Он»                                          | —                       | —                       | —                       | —                       | —                       |                   | Я жива               | [ 63 ] |
| 2021                                                                   | «Не отпускай меня»                            | —                       | —                       | —                       | —                       | —                       |                   | Я жива               | [ 64 ] |
| «—» позначає сингл, що не потрапив у чарти або відсутність інформації. |                                               |                         |                         |                         |                         |                         |                   |                      |        |

### Промосингли
| Рік                                                                               | Назва               | Найвища позиція в чарті | Найвища позиція в чарті | Найвища позиція в чарті | Альбом            | Дж.    |
| Рік                                                                               | Назва               | УКР                     | ГРЕ                     | ШВЕ                     | Альбом            | Дж.    |
| --------------------------------------------------------------------------------- | ------------------- | ----------------------- | ----------------------- | ----------------------- | ----------------- | ------ |
| 2000                                                                              | «Ангел мрій моїх»   | —                       | —                       | —                       | www.anilorak.com  | [ 66 ] |
| 2008                                                                              | «Shady lady»        | 1                       | 2                       | 57                      | Солнце            | [ 67 ] |
| 2009                                                                              | «Солнце»            | 2                       | —                       | —                       | Солнце            | [ 68 ] |
| 2010                                                                              | «Нежность рассвета» | —                       | —                       | —                       | Сингл без альбому | [ 69 ] |
| «—» позначає сингл, що не потрапив у чарти або не був випущений на цій території. |                     |                         |                         |                         |                   |        |

### Саундтреки
| Рік  | Пісня                  | Назва                                | Режисер(-ка)                                              | Дж.    |
| ---- | ---------------------- | ------------------------------------ | --------------------------------------------------------- | ------ |
| 1998 | «Соловьи»              | «Бери шинель...»                     | Володимир Ющенко                                          | [ 70 ] |
| 2000 | «Боже мой»             | «Право на выбор»                     | Євген Митрофанов                                          | [ 71 ] |
| 2001 | «Песня Оксаны»         | «Вечори на хуторі біля Диканьки»     | Семен Горов                                               | [ 72 ] |
| 2003 | «Різдво, Різдво»       | «На Різдво до „Львівського“»         | Євген Митрофанов                                          | [ 73 ] |
| 2003 | «Ария Фаншетты»        | «Шалений день, або Одруження Фігаро» | Семен Горов                                               | [ 74 ] |
| 2007 | «Две подводные звезды» | «Та, що біжить хвилями»              | Валерій Пендраковський                                    | [ 75 ] |
| 2007 | «С тобой»              | «Колишня»                            | Лев Сомов, Ансар Халілуллін, Віктор Суржа, Ольга Гаврилюк | [ 76 ] |
| 2016 | «Холодный дождь»       | «Схід — Захід»                       | Денис Єлеонський                                          | [ 77 ] |
| 2018 | «Ты поверишь в чудо»   | «Принцеса і дракон»                  | Марина Нефедова                                           | [ 78 ] |